# Matteo Arnaldi
Matteo Arnaldi (ur. 22 lutego 2001 w San Remo) – włoski tenisista, zdobywca Pucharu Davisa 2023, olimpijczyk z Paryża (2024).

## Kariera tenisowa
Zawodowy tenisista od 2019 roku. 
W karierze zwyciężył w czterech singlowych turniejach cyklu ATP Challenger Tour. Ponadto wygrał dwa singlowe oraz jeden deblowy turniej rangi ITF.
Zdobywca Pucharu Davisa 2023 z reprezentacją Włoch. Podczas rundy finałowej przeciwko Australii zdobył punkt po pokonaniu Alexeia Popyrina.
W 2022 roku podczas igrzysk śródziemnomorskich w Oranie zdobył złoty medal w grze podwójnej, startując w parze z Francesco Passaro.
Olimpijczyk z Paryża (2024), gdzie awansował do drugiej rundy singla.
W rankingu gry pojedynczej najwyżej był na 30. miejscu (12 sierpnia 2024), a w klasyfikacji gry podwójnej na 286. pozycji (8 sierpnia 2022).

### Historia występów wielkoszlemowych w grze pojedynczej
Legenda
     W, wygrany turniej
     F, przegrana w finale
     SF, przegrana w półfinale
     QF, przegrana w ćwierćfinale
     xR, przegrana w x rundzie
     Qx, przegrana w x rundzie kwalifikacji
     A, brak startu
     NH, turniej nie odbył się
| Turniej         | 2019 | 2020 | 2021 | 2022 | 2023 | 2024 | 2025 | Tytuły | Z–P    |  |
| --------------- | ---- | ---- | ---- | ---- | ---- | ---- | ---- | ------ | ------ |  |
| Australian Open | A    | A    | A    | A    | Q3   | 2R   | 1R   | 0 / 2  | 1 – 2  |  |
| French Open     | A    | A    | A    | A    | 2R   | 4R   |      | 0 / 2  | 4 – 2  |  |
| Wimbledon       | A    | NH   | A    | Q1   | 1R   | 1R   |      | 0 / 2  | 0 – 2  |  |
| US Open         | A    | A    | A    | Q3   | 4R   | 3R   |      | 0 / 2  | 5 – 2  |  |
|                 |      |      |      |      |      |      |      |        |        |  |
| Bilans spotkań  | 0–0  | 0–0  | 0–0  | 0–0  | 4–3  | 6–4  | 0–1  | 0 / 8  | 10 – 8 |  |

### Zwycięstwa w turniejach ATP Challenger Tour

#### Gra pojedyncza
| Końcowy wynik | Nr | Data            | Turniej             | Nawierzchnia | Przeciwnik           | Wynik finału     |
| ------------- | -- | --------------- | ------------------- | ------------ | -------------------- | ---------------- |
| Zwycięzca     | 1. | 22 maja 2022    | Francavilla al Mare | Ceglana      | Francesco Maestrelli | 6:3, 6:7(7), 6:4 |
| Zwycięzca     | 2. | 5 lutego 2023   | Teneryfa            | Twarda       | Raúl Brancaccio      | 6:1, 6:2         |
| Zwycięzca     | 3. | 9 kwietnia 2023 | Murcja              | Ceglana      | Borna Gojo           | 6:4, 7:6(4)      |
| Zwycięzca     | 4. | 11 czerwca 2023 | Heilbronn           | Ceglana      | Facundo Díaz Acosta  | 7:6(4), 6:1      |